# Titularerzbistum Tagritum
Tagritum (ital.: Takrit dei Siri) ist ein Titularerzbistum der römisch-katholischen Kirche.
Es geht zurück auf einen untergegangenen Bischofssitz in Tikrit, die in der römischen Provinz Mesopotamia lag. 
| Titularerzbischöfe von Tagritum |                        |                                                |                    |                  |
| Nr.                             | Name                   | Amt                                            | von                | bis              |
| 1                               | Jules Mikhael Al-Jamil | Weihbischof in Antiochia (Libanon)             | 1. August 1986     | 3. Dezember 2012 |
| 2                               | Firas Dardar           | Patriarchal-Exarch von Basra und Kuwait (Irak) | 10. September 2020 |                  |